# NGC 484
NGC 484 is een spiraalvormig sterrenstelsel in het sterrenbeeld Toekan. Het hemelobject ligt ongeveer 218 miljoen lichtjaar van de Aarde verwijderd en werd op 28 oktober 1834 ontdekt door de Britse astronoom John Herschel.

## Synoniemen
- PGC 4764
- ESO 113-36